# Église de la Sainte-Famille de Schio

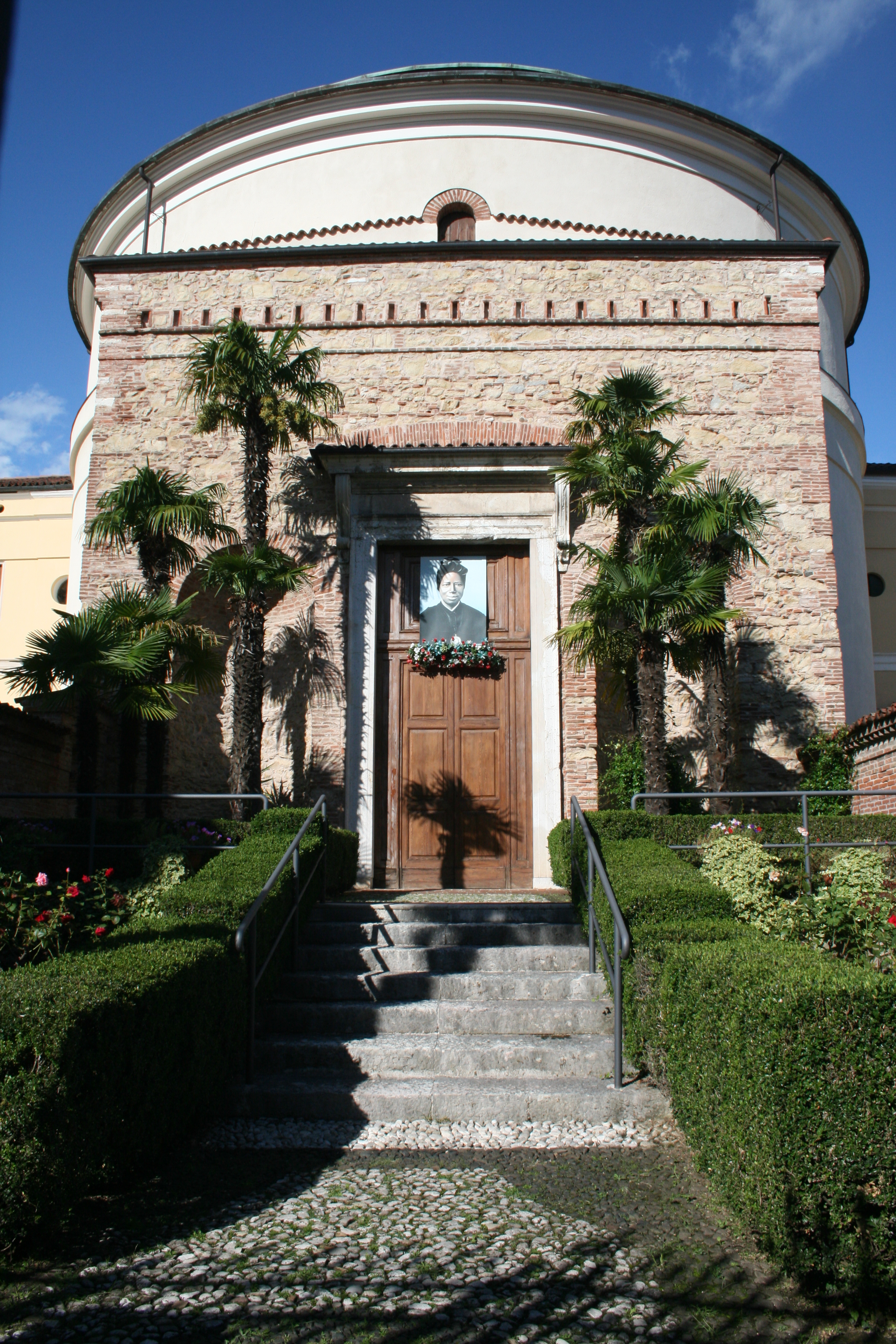
Entrée de l'église avec un portrait de Joséphine Bakhita.

 (mai 2019).
Le contenu est difficilement compréhensible vu les erreurs de traduction, qui sont peut-être dues à l'utilisation d'un logiciel de traduction automatique.
L'église de la Sainte-Famille de Schio, en Italie, (également connue sous le nom d’église canossienne) est un bâtiment sacré situé Rue Fusinato. Elle est également connue comme sanctuaire de Sainte-Bakhita, puisque Joséphine Bakhita (1869-1947) y a vécu et servi, et qu'aujourd'hui ses vestiges y sont préservés. Le couvent des religieuses canossiennes est rattaché à l'église.

## Histoire
L'établissement imminent de la Congrégation canossienne des Filles de la Charité à Schio, planifié vers le milieu du XIXe siècle sur l'intérêt de Mgr Alessandro Garbin, a déterminé la construction de l'église de la Sainte-Famille, conçue par Bartolomeo Folladore. La première pierre a été posée en juin 1850 et en deux ans, tout le dos était déjà construit. Les sœurs canossiennes sont arrivées à Schio en juillet 1864, mais elles se sont installées dans un bâtiment encore inachevé et inachevé, même rendu inutilisable par les fidèles pour des raisons de sécurité.
Le manque de sources a bloqué en fait la poursuite des travaux dans le bâtiment: ils ne reprirent qu'en 1899 sous la direction de Gioacchino, fils de Bartolomeo, l'architecte de l'église. Le bâtiment a donc été achevé en deux ans, même si la façade resta inachevée pour défaut de réalisation du pronao initialement prévu. L'église a été inaugurée en octobre 1901.
Le bâtiment sacré et le couvent attenant accueillaient dans la première moitié du XXe siècle à Sainte Giuseppina Bakhita, béatifiée en 1992 et canonisée en 2000: à l'occasion de la béatification, la décoration intérieure de l'église a été renouvelé.

## Description

### Externe
L'église de la Sainte-Famille est précédée d'un petit jardin bordé d'une porte en fer battu. Le bâtiment, inspiré, même dans ses proportions, du Panthéon de Rome, a un plan central et est surmonté d'une coupole recouverte de cuivre ; sur les côtés, les corps à deux étages de la structure conventuelle se développent symétriquement, ponctués de fenêtres rectangulaires surmontées d'un fronton cintré abaissé. La façade inachevée est à l'état brut avec des tessons et des pierres apparentes où se détachent les deux niches destinées au placement de statues à côté du portail d'entrée, mais qui sont toujours restées vides: précédé d'un atrium classique, qui n'a jamais été construit.
La façade arrière présente un tympan flanqué de deux courts cloches.

### Interne
Comme mentionné ci-dessus, l'église reprend les proportions du Panthéon romain, mais réduit à un tiers: elle a un diamètre de 14,5 mètres, mesure également comparée à la hauteur du dôme depuis le sol.
La construction est rythmée de quatre grandes arches égales, l’une face à l’entrée, les latérales définissant les deux autels mineurs, l’une dédiée à l’ Addolorata et l’autre à Maddalena di Canossa, et enfin celle qui encadre le presbytère avec le 'autel majeur complété par un ciboire à colonnes corinthiennes. Au-dessus des arches, quatre niches accueillent autant d'épisodes évangéliques monochromes (Nativité, Présentation de Jésus au temple, Fugue en Égypte, Saint Joseph charpentier de la Sainte-Famille), de Giuseppe Mincato.
Le dôme à caissons, avec une lucarne circulaire au centre, est soutenu par seize colonnes corinthiennes jumelles.
L'église abrite une urne en bronze contenant les restes de Sainte Giuseppina Bakhita et une tapisserie de 1992 représentant la béatification de Mère Bakhita. Dans le couvent adjacent, un petit musée rassemble des témoignages et des objets ayant appartenu au saint soudanais.